# Трошин, Алексей Васильевич
Алексей Васильевич Тро́шин (1925—2008) — стрелок мотострелкового батальона 69-й механизированной бригады (9-й механизированный корпус, 3-я гвардейская танковая армия, Воронежский фронт), полковник, Герой Советского Союза.

## Биография
Родился 9 апреля 1925 года в селе Ново-Ивановка ныне Стерлитамакского района Башкирии в крестьянской семье. Русский.
Окончил 8 классов. Работал в колхозе «Маяк» Стерлитамакского района.
Призван в ряды Красной Армии в 1943 году Стерлитамакским райвоенкоматом Башкирской АССР. В действующей армии с февраля 1943 года.
Стрелок мотострелкового батальона красноармеец Алексей Трошин в ночь на 22 сентября 1943 года в числе первых переправился через реку Днепр в районе села Зарубинцы Каневского района Черкасской области Украины, участвовал в боях за плацдарм, при отражении контратак противника уничтожил много гитлеровцев.
Вскоре, после освобождения города Киева, А. В. Трошин был ранен и лежал в госпитале. Потом стал курсантом Саратовского танкового училища, которое окончил в 1945 году. При штурме столицы гитлеровской Германии города Берлина командовал взводом.
После войны продолжал службу в Вооружённых Силах СССР. Член КПСС с 1952 года. В 1947 году окончил Высшую офицерскую техническую бронетанковую школу, в 1954 году — Курсы усовершенствования офицерского состава, в 1968 году — Военно-политическую академию имени В. И. Ленина. В 1970 году служил в 117-м танковом полку 1-й танковой дивизии 11-й гвардейской армии (общевойсковой) в должности заместителя командира полка по политической части.
С 1976 года полковник А. В. Трошин — в запасе, а затем в отставке. Работал начальником штаба гражданской обороны Кировского района города Тбилиси. Затем жил в городе Воронеж, с 1995 года проживал в городе Поворино Воронежской области, а потом в городе Киеве — у дочери.
Скончался 3 апреля 2008 года после тяжёлой продолжительной болезни. Похоронен с воинскими почестями в Киеве на городском кладбище «Берковцы».

## Награды
- Указом Президиума Верховного Совета СССР от 17 ноября 1943 года за образцовое выполнение боевых заданий командования и проявленные при этом геройство и мужество красноармейцу Трошину Алексею Васильевичу присвоено звание Героя Советского Союза с вручением ордена Ленина и медали «Золотая Звезда» (№ 3273)[3][4];
- орден Ленина (17.11.1943);
- орден Отечественной войны I степени (11.03.1985)[5];
- орден Отечественной войны II степени (14.05.1945)[6];
- орден Красной Звезды (05.10.1943)[7];
- медали.

## Память
- В Саратове
- В 69мсп Архивная копия от 3 марта 2019 на Wayback Machine
- Памятник на могиле